# Ultimate Fighting Championship
Ultimate Fighting Championship, UFC – amerykańska organizacja mieszanych sztuk walki (MMA) założona w 1993 roku. Pojedynki odbywają się w ośmiokątnym ringu otoczonym siatką, zwanym oktagonem.

## Historia
Pierwsze zawody Ultimate Fighting Championship zostały zorganizowane przez Arta Davie i Roriona Gracie. UFC 1 odbyło się 12 listopada 1993 roku w Denver w stanie Kolorado. Wzięli w nich udział: sumita, bokser, mistrz świata w savate (będący też mistrzem Europy w kyokushin), dwóch kick-boxerów, praktyk kempo, mistrz Pancrase oraz zawodnik brazylijskiego jiu-jitsu Royce Gracie. Gracie wygrał cały turniej, a także późniejsze UFC 2 i UFC 4 (walczył i w UFC 3, wygrał pierwszą walkę, lecz wycofał się ze względu na udar cieplny). Początkowe edycje były zbliżone pod względem minimum reguł do turniejów vale tudo. Popularność tychże walk gwałtownie się zwiększała, co zwróciło uwagę amerykańskich władz. Wielkim przeciwnikiem UFC w tamtych latach był senator John McCain, który jawnie sprzeciwiał się organizowaniu gal na terenie USA. Zapoczątkował nawet kampanię przeciw UFC, rozsyłał listy do gubernatorów stanów z prośbą zakazania organizowania gal UFC oraz podobnych imprez. W odpowiedzi na krytykę UFC zaczęto wprowadzać szereg ograniczeń i modyfikacji, m.in.:
- sędzia otrzymał prawo zatrzymywania walki (od UFC 3)
- wprowadzono kategorie wagowe (UFC 12)
- obowiązkowo zawodnicy musieli walczyć w rękawicach ochronnych oraz zabroniono kopania w głowę leżącego przeciwnika (UFC 14)
- zabroniono uderzeń głową i ciosów w krocze (UFC 15)
- wprowadzono 5-minutowe rundy (UFC 21)

W 2001 roku organizacja została zakupiona przez spółkę Zuffa, należącą do braci Fertita, przedsiębiorców z branży hazardowej z Las Vegas za sumę 2 milionów USD. Prezydentem UFC został Dana White. Mimo że UFC była dominującą organizacją na terenie Ameryki, globalnie pozostawała ówcześnie w cieniu japońskiej Pride Fighting Championships, która dysponowała znacznymi środkami finansowymi i większość najlepszych zawodników walczyła w jej szeregach. W roku 2006 sytuacja zaczęła się odwracać. PRIDE straciła kontrakt ze stacją telewizyjną Fuji TV, głównie w wyniku pomówień dotyczących związków z Jakuzą, natomiast UFC rozwinęła się dzięki kontraktowi z telewizją Spike TV oraz popularności show The Ultimate Fighter. Stopniowo zaczęła ściągać do siebie najlepszych zawodników z innych organizacji, w tym także z PRIDE FC.
Ostatnim krokiem w wyeliminowaniu konkurencji było kupienie 27 marca 2007 roku PRIDE przez Zuffę. Wkrótce potem PRIDE FC przestało funkcjonować.
28 października 2010 roku prezydent UFC Dana White ogłosił, że federacja World Extreme Cagefighting zostanie wchłonięta przez UFC. WEC od 2006 roku była siostrzaną organizacją UFC, również należącą do spółki braci Fertitta – Zuffa, LLC. Istniejąca od 2001 roku organizacja, począwszy od 2006 roku i zmian wprowadzonych przez nowych właścicieli ograniczyła się do organizowania walk w lżejszych kategoriach wagowych (lekkiej, piórkowej i koguciej). Ostatnia gala WEC odbyła się 16 grudnia 2010 roku. Proces połączenia obu organizacji zakończył się na początku 2011 roku. Mistrzowie WEC w wadze piórkowej (Jose Aldo) i koguciej (Dominick Cruz) stali się automatycznie mistrzami UFC.
12 marca 2011 roku Dana White ujawnił, że Zuffa kupiła udziały głównego rywala UFC na amerykańskim rynku – Strikeforce. White ogłosił, że Strikeforce będzie działać nadal jako niezależna spółka, a Scott Coker będzie dalej pełnić rolę jej prezydenta. Ostatnia gala tej organizacji odbyła się 12 stycznia 2013 roku, po czym jej zawodnicy zostali włączeni do UFC, a mistrzyni Strikeforce w wadze koguciej, Ronda Rousey została mianowana mistrzynią UFC.
W sierpniu 2011 roku UFC podpisała 7-letni kontrakt z czołową amerykańską siecią telewizyjną, Fox.
23 lutego 2013 na gali UFC 157 miała miejsce pierwsza w historii organizacji walka kobiet. W walce o mistrzostwo w wadze koguciej zmierzyły się Ronda Rousey i Liz Carmouche.
27 grudnia 2013 została uruchomiona internetowa platforma UFC Fight Pass umożliwiająca oglądanie na żywo (po uiszczeniu opłaty) poszczególnych gal (m.in. z cyklu Fight Night) oraz udostępniająca wszystkie archiwalne gale m.in. UFC, WEC, PRIDE oraz Strikeforce. W lipcu 2015 na UFC Fan Expo poinformowano o poszerzeniu oferty o transmisję i bibliotekę m.in. gal King of the Cage oraz Pancrase.
Na początku czerwca 2014 roku nawiązano współpracę z żeńską organizacją MMA, Invicta Fighting Championships. Umowa obejmuje transmisję gal na Fight Passie oraz możliwość transferu zawodniczek z Invicta do UFC.
2 grudnia 2014 roku UFC i Reebok zorganizowały wspólną konferencję prasową, podczas której ogłoszono współpracę federacji ze światowym producentem odzieży sportowej na najbliższych sześć lat i w związku z tym porozumieniem wprowadzono ujednolicenie strojów zawodników począwszy od lipca 2015. Pierwszą imprezą, podczas której każdy z zawodników musiał być ubrany w odzież firmy Reebok była gala UFC 189 w Las Vegas, gdzie w walce wieczoru Conor McGregor zdobył tymczasowy pas mistrza wagi piórkowej, pokonując przez techniczny nokaut Chada Mendesa. Wraz z nową umową wycofano możliwość, którą miał do tej pory każdy zawodnik, mianowicie umieszczenie logotypów własnych, indywidualnych sponsorów na spodenkach, co było przyczyną dużych kontrowersji, ponieważ zwłaszcza w przypadku zawodników mających za sobą po kilka walk pod szyldem UFC pieniądze od Reeboka okazały się być kwotą znacznie mniejszą, niż ta którą zawodnik otrzymywał od swoich indywidualnych sponsorów.
Zasady wypłat sponsorskich od firmy Reebok, po każdej stoczonej walce:
- zawodnik, który ma na koncie mniej niż 5 walk w UFC otrzymuje 2500 dolarów
- 6-10 walk – 5 tys. $
- 11-15 walk – 10 tys. $
- 16-20 walk – 15 tys. $
- 21 i więcej walk – 20 tys. $
- pretendent do tytułu – 30 tys. $
- mistrz – 40 tys. $

5 marca 2016 Conor McGregor stał się najlepiej opłacanym zawodnikiem MMA na świecie, otrzymując za swój pojedynek z Nathanem Diazem na UFC 196 podstawową gażę w wysokości 1 miliona USD.

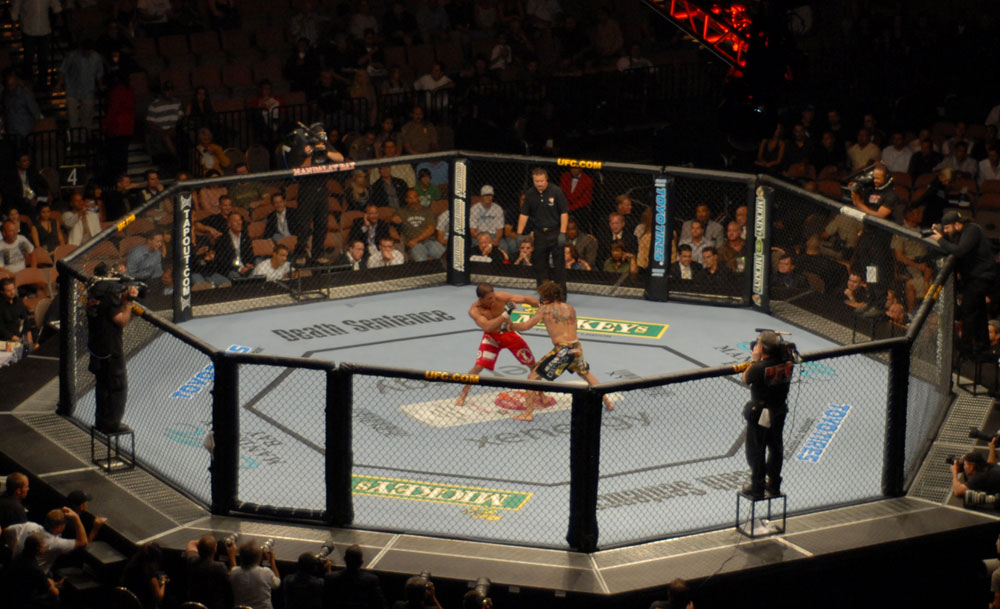
Oktagon (UFC 74)

Na tej samej gali – UFC 196 – organizacja zbliżyła się także do rekordu sprzedanych pakietów PPV, z jubileuszowej gali UFC 100, który wówczas wyniósł 1 600 000 abonentów płatnej telewizji, którzy zdecydowali się wykupić transmisję. UFC tylko 10 razy udało się przekroczyć granicę miliona sprzedanych PPV, ponadto na 5 galach było ku temu blisko:
| Data                 | Gala    | Walka wieczoru           | Sprzedaż PPV |
| 30 grudnia 2006      | UFC 66  | Liddell vs. Ortiz II     | 1 050 000    |
| 15 listopada 2008    | UFC 91  | Lesnar vs. Couture       | 1 010 000    |
| 27 grudnia 2008      | UFC 92  | Griffin vs. Evans        | 1 000        |
| 31 stycznia 2009     | UFC 94  | St. Pierre vs. Penn II   | 920 000      |
| 11 lipca 2009        | UFC 100 | Lesnar vs. Mir           | 1 600 000    |
| 29 maja 2010         | UFC 114 | Evans vs. Jackson        | 1 000        |
| 3 lipca 2010         | UFC 116 | Lesnar vs. Carwin        | 1 060 000    |
| 23 października 2010 | UFC 121 | Lesnar vs. Velasquez     | 900 000      |
| 7 lipca 2012         | UFC 148 | Silva vs. Sonnen II      | 925 000      |
| 16 marca 2013        | UFC 158 | St. Pierre vs. Nick Diaz | 950 000      |
| 28 grudnia 2013      | UFC 168 | Weidman vs Silva II      | 1 025 000    |
| 1 sierpnia 2015      | UFC 190 | Rousey vs Correia        | 900 000      |
| 15 stycznia 2015     | UFC 193 | Rousey vs Holm           | 1 100 000    |
| 12 grudnia 2015      | UFC 194 | Aldo vs McGregor         | 1 200 000    |
| 5 marca 2016         | UFC 196 | McGregor vs Diaz         | 1 500 000    |

Jubileuszowa gala UFC 200 wygenerowała zysk z bramki w okolicach 10 700 000 USD, co jest aktualnie rekordową sumą uzyskaną podczas zawodów MMA w Stanach Zjednoczonych.
9 lipca 2016, oficjalnie ogłoszono sprzedaż większościowych udziałów UFC grupie kapitałowej WME-IMG za sumę 4,025 miliarda USD. Dana White pozostał na stanowisku prezesa. Lorenzo Fertitta ustąpił ze stanowiska prezesa rady dyrektorów i dyrektora generalnego. WME-IMG został przemianowany na Endeavor we wrześniu 2017 roku.
Wśród niemal powszechnego zatrzymania zawodów sportowych na całym świecie turniej UFC 249, zaplanowany na 18 kwietnia 2020 r., pozostał jedną z niewielu nadziei fanów sportu i bukmacherów. Krążyło wokół niego wiele plotek, ale teraz wszystko całkowicie się ułożyło – turniej został ostatecznie odwołany. Zostało to ogłoszone przez szefa ligi Dana White’a. W swoim odwołaniu nazwał jedyny powód odwołania turnieju ogólnoświatowym rozprzestrzenianiem się wirusa COVID-19. I nie zauważył, że „z góry” istniała uparta rekomendacja, aby odmówić zorganizowania zawodów. Kolejne kilka turniejów serii zostanie anulowanych.
29 kwietnia 2021 roku Endeavor z powodzeniem przeprowadził pierwszą ofertę publiczną (IPO) i stał się spółką notowaną na giełdzie nowojorskiej. Endeavor następnie wykorzystał część wpływów z pierwszej oferty publicznej, aby wykupić innych akcjonariuszy Zuffa o wartości 1,7 miliarda dolarów, czyniąc Zuffa spółką zależną w całości należącą do Endeavor.
12 września 2023 roku UFC połączyło się z federacją wrestlingową WWE, tworząc TKO Group Holdings, nową spółkę notowaną na giełdzie pod symbolem giełdowym „TKO”, którą nadzoruje dyrektor generalny Endeavor, Ari Emanuel. Akcjonariusze WWE posiadają 49% udziałów w nowej firmie, a Vince McMahon pełnił funkcję prezesa wykonawczego, który zrezygnował 26 stycznia 2024 roku po tym, jak Janel Grant, była pracownica WWE, złożyła pozew przeciwko McMahonowi za handel ludźmi w celach seksualnych i napaść na tle seksualnym; umowa fuzji wyceniła UFC na 12,1 miliarda dolarów. White pełni funkcję dyrektora generalnego UFC, choć jego rola pozostaje taka sama jak w okresie Endeavor.

## Zasady[29]

### Reguły UFC
Reguły zostały przyjęte przez Nevada State Athletic Commission 23 lipca 2001 roku:
- każda walka oprócz walki o mistrzostwo liczy 3 rundy
- walka o mistrzostwo i walki wieczoru liczą 5 rund
- każda runda trwa 5 minut
- przerwa pomiędzy rundami trwa 1 minutę
- od UFC 138, wszystkie walki wieczoru na wszystkich galach, odbywają się na dystansie 5 rund

### Sposoby wyłonienia zwycięzcy
- poddanie (odklepanie, słownie lub decyzja narożnika)
- nokaut
- techniczny nokaut
- decyzja sędziów
- dyskwalifikacja

### Akcje zabronione
- uderzanie głową
- każdy atak na oczy
- gryzienie
- szarpanie lub pociąganie za włosy
- zahaczanie (polega na zrobieniu „haka” z palca bądź z kilku palców i włożeniu ich do ust przeciwnika, a następnie ciągnięciu)
- wszelkie ataki na krocze
- bezpośredni atak na kręgosłup, obojczyk oraz tył głowy
- uderzenie w gardło, oraz łapanie tchawicy
- szczypanie, drapanie itp.
- kopanie głowy leżącego lub klęczącego przeciwnika
- naskakiwanie (nogą) na leżącego przeciwnika (ang. stomp)
- kopanie piętami po nerkach
- dźwignie na małe stawy (np. palce)
- wyrzucanie przeciwnika poza ring
- wkładanie palców w otwarte rany przeciwnika
- przytrzymywanie spodenek lub rękawic przeciwnika
- plucie
- trzymanie siatki
- używanie wulgaryzmów na ringu
- atak podczas przerwy
- atak na przeciwnika, pod ochroną sędziego
- atak po gongu
- świadome lekceważenie instrukcji oraz samego sędziego
- uporczywe unikanie kontaktu z przeciwnikiem
- symulowanie kontuzji

## Bonusy
Od 2006 poza podstawowymi gażami od organizacji oraz sponsorów, zawodnicy mogą zostać nagrodzeni przez włodarzy bonusami finansowymi w wysokości 50 tys. USD w trzech kategoriach – za nokaut, poddanie oraz walkę wieczoru.
- Bonus za walkę wieczoru: Przyznawany dwóm zawodnikom, którzy stoczyli najbardziej imponującą walkę na karcie[30].

- Bonus za nokaut wieczoru: Przyznawany zawodnikowi z najbardziej imponującym nokautem/technicznym nokautem[31].

- Bonus za poddanie wieczoru: Przyznany wojownikowi z najbardziej imponującym poddaniem[32].

- Bonus za występ wieczoru: 11 lutego 2014 roku UFC ogłosiło modyfikację premii. Od czasu UFC Fight Night 36, UFC przyznaje bonusy za walkę wieczoru każdemu z zawodników w najlepszej walce wieczoru, a także dodatkowe bonusy za występ wieczoru. Bonusy za występ wieczoru przyznawane są sportowcom, którzy przedstawią najlepsze i najbardziej ekscytujące indywidualne występy. Bonusy za nokaut i poddanie wieczoru zostały zniesione, a kwoty bonusów pozostały na poziomie 50 tys. USD[33].

### Zawodnicy z największą liczbą bonusów
|  | Obecni zawodnicy UFC                |
|  | Byli zawodnicy UFC                  |
|  | Zawodnicy którzy zakończyli karierę |
|  | Najdłużej w historii                |

#### Laureaci (z ośmioma lub więcej nagrodami)
| Zawodnik           | Walka wieczoru | Nokaut wieczoru | Poddanie wieczoru | Występ wieczoru | Łącznie |
| ------------------ | -------------- | --------------- | ----------------- | --------------- | ------- |
| Donald Cerrone     | 6              | 3               | 2                 | 7               | 18      |
| Charles Oliveira   | 3              | 0               | 3                 | 12              | 18      |
| Nate Diaz          | 8              | 1               | 5                 | 1               | 15      |
| Joe Lauzon         | 7              | 1               | 6                 | 1               | 15      |
| Anderson Silva     | 5              | 7               | 2                 | 0               | 14      |
| Jim Miller         | 7              | 0               | 3                 | 3               | 13      |
| Dustin Poirier     | 7              | 0               | 1                 | 4               | 12      |
| Tony Ferguson      | 6              | 1               | 1                 | 3               | 11      |
| Frankie Edgar      | 8              | 1               | 0                 | 2               | 11      |
| Chris Lytle        | 6              | 1               | 3                 | 0               | 10      |
| Jeremy Stephens    | 6              | 3               | 0                 | 1               | 10      |
| Conor McGregor     | 2              | 1               | 0                 | 7               | 10      |
| Edson Barboza      | 8              | 1               | 0                 | 1               | 10      |
| Justin Gaethje     | 6              | 0               | 0                 | 4               | 10      |
| Max Holloway       | 5              | 1               | 0                 | 4               | 10      |
| Clay Guida         | 6              | 0               | 3                 | 1               | 10      |
| Lyoto Machida      | 3              | 4               | 0                 | 2               | 9       |
| Demetrious Johnson | 3              | 1               | 1                 | 4               | 9       |
| Stipe Miocic       | 3              | 1               | 0                 | 5               | 9       |
| Cub Swanson        | 6              | 2               | 0                 | 1               | 9       |
| Glover Teixeira    | 3              | 1               | 1                 | 4               | 9       |
| Anthony Johnson    | 1              | 2               | 0                 | 5               | 8       |
| Jon Jones          | 4              | 1               | 2                 | 1               | 8       |
| T.J. Dillashaw     | 3              | 0               | 0                 | 5               | 8       |
| Maurício Rua       | 4              | 3               | 0                 | 1               | 8       |
| Stefan Struve      | 2              | 1               | 3                 | 2               | 8       |
| Diego Sanchez      | 7              | 0               | 0                 | 1               | 8       |
| Anthony Pettis     | 2              | 2               | 1                 | 3               | 8       |
| Yoel Romero        | 5              | 1               | 0                 | 2               | 8       |
| Demian Maia        | 2              | 0               | 4                 | 2               | 8       |
| Jung Chan-sung     | 2              | 1               | 2                 | 3               | 8       |
| Ovince Saint Preux | 1              | 0               | 0                 | 7               | 8       |
| Rafael dos Anjos   | 3              | 0               | 1                 | 4               | 8       |
| Robert Whittaker   | 5              | 0               | 0                 | 3               | 8       |
| Vicente Luque      | 4              | 0               | 0                 | 4               | 8       |
| Yair Rodríguez     | 5              | 0               | 0                 | 3               | 8       |
| Matt Brown         | 4              | 1               | 0                 | 3               | 8       |
| Marlon Vera        | 3              | 0               | 0                 | 5               | 8       |

#### Laureatki (z trzema lub więcej nagrodami)
| Zawodniczka          | Walka wieczoru | Występ wieczoru | Łącznie |
| -------------------- | -------------- | --------------- | ------- |
| Jéssica Andrade      | 4              | 5               | 9       |
| Ronda Rousey         | 2              | 5               | 7       |
| Rose Namajunas       | 3              | 3               | 6       |
| Amanda Nunes         | 0              | 5               | 5       |
| Holly Holm           | 2              | 2               | 4       |
| Joanna Jędrzejczyk   | 3              | 1               | 4       |
| Miesha Tate          | 2              | 2               | 4       |
| Mackenzie Dern       | 1              | 3               | 4       |
| Cláudia Gadelha      | 2              | 1               | 3       |
| Walentina Szewczenko | 0              | 3               | 3       |
| Irene Aldana         | 2              | 1               | 3       |
| Cortney Casey        | 2              | 1               | 3       |
| Carla Esparza        | 1              | 2               | 3       |
| Jessica Penne        | 2              | 1               | 3       |
| Angela Hill          | 3              | 0               | 3       |
| Maryna Moroz         | 1              | 2               | 3       |
| Zhang Weili          | 1              | 2               | 3       |
| Molly McCann         | 1              | 2               | 3       |

## Kategorie wagowe

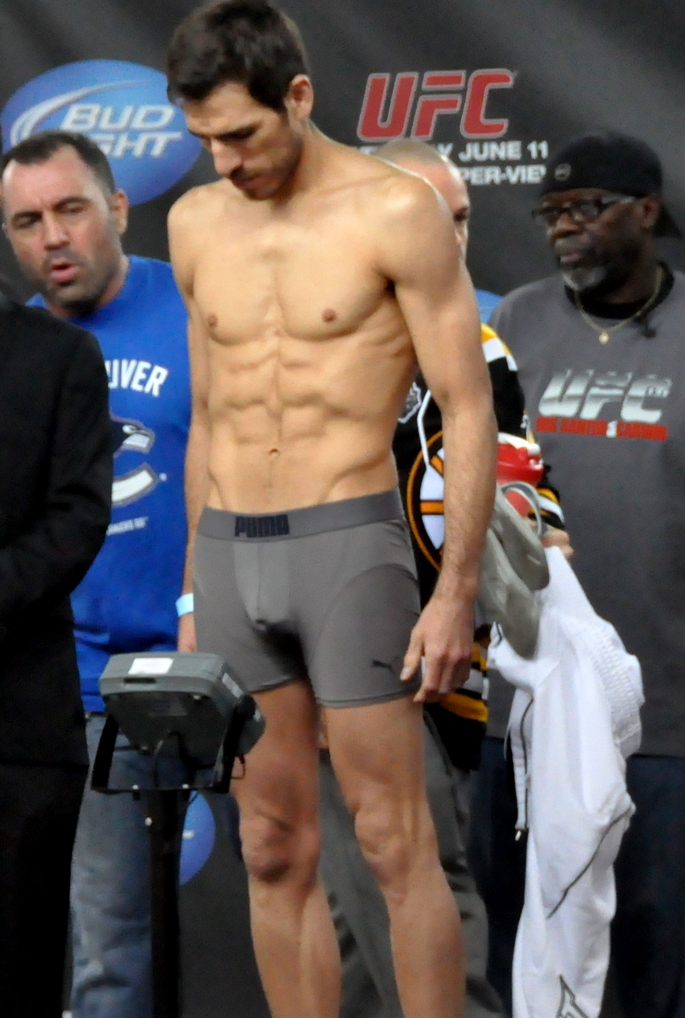
Kenny Florian podczas oficjalnego ważenia przed galą UFC 131 (10 czerwca 2011)

Aktualnie UFC posiada 11 kategorii wagowych, 8 męskich i 3 kobiece:

### Męskie
- ciężka – do 120,2 kg (265 lb; 18,93 st)
- półciężka – do 93 kg (205 lb; 14,6 st)
- średnia – do 83,9 kg (185 lb; 13,21 st)
- półśrednia – do 77,1 kg (170 lb; 12,14 st)
- lekka – do 70,3 kg (155 lb; 11,07 st)
- piórkowa – do 65,8 kg (145 lb; 10,36 st) (od 2010)
- kogucia – do 61,2 kg (135 lb; 9,64 st) (od 2010)
- musza – do 56,7 kg (125 lb; 8,93 st) (od 2011)

### Kobiece
- kogucia – do 61,2 kg (135 lb; 9,64 st) (od 2012)
- musza – do 56,7 kg (125 lb; 8,93 st)[34]
- słomkowa – do 52,2 kg (115 lb; 8,22 st) (od 2014)

W latach 2001–2010 obowiązywał podział na 5 kategorii:
- ciężka – do 120 kg
- półciężka – do 93 kg
- średnia – do 84 kg
- półśrednia – do 77 kg
- lekka – do 70 kg

W latach 1997–2001 obowiązywał podział na 4 kategorie:
- ciężka – do 120 kg
- średnia – do 93 kg
- lekka – do 77 kg
- kogucia – do 70 kg

## Aktualni mistrzowie
Walki o mistrzostwo UFC w poszczególnych kategoriach wagowych rozgrywane są od 1997 roku. Obecnymi mistrzami są:
| Kategoria                      | Waga                           | Mistrz                | Od                          | Obrony tytułu |
| ------------------------------ | ------------------------------ | --------------------- | --------------------------- | ------------- |
| Ciężka                         | do 120,2 kg (265 lb; 18,93 st) | Tom Aspinall          | 21 czerwca 2025             | 0             |
| Półciężka                      | do 93 kg (205 lb; 14,6 st)     | Magomied Ankalajew    | 8 marca 2025 (UFC 313)      | 0             |
| Średnia                        | do 83,9 kg (185 lb; 13,21 st)  | Chamzat Czimajew      | 16 sierpnia 2025 (UFC 319)  | 0             |
| Półśrednia                     | do 77,3 kg (170 lb; 12,17 st)  | Jack Della Maddalena  | 10 maja 2025 (UFC 315)      | 0             |
| BMF (The Baddest Motherfucker) | do 70,3 kg (155 lb; 11,07 st)  | Max Holloway          | 13 kwietnia 2024 (UFC 300)  | 0             |
| Lekka                          | do 70,3 kg (155 lb; 11,07 st)  | Ilia Topuria          | 28 czerwca 2025 (UFC 317)   | 0             |
| Piórkowa                       | do 65,8 kg (145 lb; 10,36 st)  | Alexander Volkanovski | 12 kwietnia 2025 (UFC 314)  | 0             |
| Kogucia                        | do 61,2 kg (135 lb; 9,64 st)   | Merab Dwaliszwili     | 14 września 2024 (UFC 306)  | 2             |
| Musza                          | do 56,7 kg (125 lb; 8,93 st)   | Alexandre Pantoja     | 8 lipca 2023 (UFC 290)      | 4             |
| Kategoria Kobiet               | Waga                           | Mistrzyni             | Od                          | Obrony tytułu |
| Kogucia                        | do 61,2 kg (135 lb; 9,64 st)   | Kayla Harrison        | 7 czerwca 2025 (UFC 316)    | 0             |
| Musza                          | do 56,7 kg (125 lb; 8,93 st)   | Walentina Szewczenko  | 14 września 2024 (UFC 306)  | 1             |
| Słomkowa                       | do 52,2 kg (115 lb; 8,22 st)   | Zhang Weili           | 12 listopada 2022 (UFC 281) | 3             |

## Lista mistrzów UFC
- Lista mistrzów Ultimate Fighting Championship

## Galeria Sław
Od 2003 roku włodarze UFC nagradzają najbardziej zasłużone osoby związane z MMA i organizacją włączając je do tzw. galerii sław (ang. Hall of Fame).
- Aktualna lista członków galerii sławy UFC

## Polacy w UFC
Wraz z rozwojem MMA polscy fani doczekali się także swoich rodaków. Pierwszym zakontraktowanym Polakiem w UFC był Tomasz Drwal, który podpisał umowę w 2007 roku. „Goryl” wygrał trzy walki (Ivan Serati, Mike Ciesnolevicz i Drew McFedries) i tyle samo razy schodził z oktagonu pokonany (z Thiago Silvą, Rousimarem Palharesem i Davidem Branchem). Drwal po dwóch porażkach z rzędu został zwolniony w 2010 roku.
W 2010 roku na skutek wchłonięcia przez UFC organizacji WEC zawodnikiem UFC został Maciej Jewtuszko. „Irokez” stoczył w niej jedną walkę. Na UFC 127 przegrał z Curtem Warburtonem. Po walce został zwolniony.
Wraz z pojawieniem się informacji o ekspansji UFC na Europę oraz planach organizacji gali w Polsce na galach UFC zaczęli debiutować następni zawodnicy z Polski.
Joanna Jędrzejczyk podczas gali UFC 185 pokonała Carlę Esparzę, dzięki czemu zdobyła tytuł mistrzowski w wadze słomkowej. Tym samym została trzecim europejskim (po Andreju Arłouskim i Basie Ruttenie) mistrzem UFC (pierwsza kobieca mistrzyni). Dodatkowo „JJ” za swój występ została uhonorowana bonusem (50 tys. USD) za występ wieczoru oraz awansem na pierwsze miejsce w światowym rankingu.

### Obecni polscy zawodnicy
- Jan Błachowicz: 12-7-1 (kat. półciężka)[39] (od 2014) – pierwszy Polak, który został mistrzem UFC
- Karolina Kowalkiewicz-Zaborowska: 9-8 (kat. słomkowa)[40] (od 2015) – była pretendentka do tytułu
- Marcin Tybura: 14-8 (kat. ciężka) (od 2016)[41]
- Michał Oleksiejczuk: 8-7. 1NC (kat. półciężka, kat. średnia) (od 2017)[42]
- Marcin Prachnio: 4-7 (kat. półciężka) (od 2017)[43]
- Mateusz Gamrot: 7-3 (kat. lekka) (od 2021)[44]
- Łukasz Brzeski: 1-6 (kat. ciężka) (od 2021)[45]
- Mateusz Rębecki: 4-1 (kat. lekka) (od 2022)[46]
- Robert Bryczek: 0-1 (kat. średnia) (od 2023)[47]
- Klaudia Syguła: 1-1 (kat. kogucia) (od 2024)[48][49]
- Robert Ruchała: 0-0 (kat. piórkowa) (od 2025)[50]
- Jakub Wikłacz: 0-0 (kat. kogucia) (od 2025)[50]

### Byli polscy zawodnicy
- Tomasz Drwal: 3-3 (2007−2010)[51] – pierwszy Polak w UFC
- Maciej Jewtuszko: 0-1 (2011)[52]
- Marcin Bandel: 0-2 (2014–2015)[53]
- Paweł Pawlak: 1-2 (2014–2015)[54]
- Izabela Badurek: 0-1 (2015)[55]
- Piotr Hallmann: 2-4 (2014–2015)[56]
- Marcin Wrzosek: 0-1 (2015)[57]
- Łukasz Sajewski: 0-3 (2015–2016)[58]
- Daniel Omielańczuk: 4-5 (2013–2017)[59]
- Damian Grabowski: 0-3 (2016–2017)[60]
- Marcin Held: 1-3 (2016−2018)[61]
- Damian Stasiak: 2-4 (2015–2018)[62]
- Salim Touahri: 0-3 (2017–2020)[63]
- Adam Wieczorek: 2-1 (2017–2020)[64]
- Bartosz Fabiński: 4-3 (2015–2021)[65]
- Oskar Piechota: 2-3. 1NC (2018–2021)[66]
- Joanna Jędrzejczyk: 10-5 (2014-2022)[67] – pierwsza polska mistrzyni i pierwsza Polka w UFC
- Krzysztof Jotko: 11-6 (2013-2022)[68]
- Michał Figlak: 0-2 (kat. lekka)[69]

### Byli zawodnicy z polskimi korzeniami
- Krzysztof Soszyński: 5-3 (kat. półciężka) – Kanada
- Peter Sobotta: 4-3 (kat. półśrednia) – Niemcy
- Seth Baczynski: 5-5 (kat. półśrednia) – USA
- Bart Palaszewski: 1-2 (kat. piórkowa) – USA
- Michael Bisping: 19-9 (kat. średnia) – Wielka Brytania
- David Zawada: 1-4 (kat. półśrednia) – Niemcy

### Obecni zawodnicy z polskimi korzeniami
- Elizeu Zaleski dos Santos: 11-4-1 (kat. półśrednia) – Brazylia
- Tom Aspinall: 8-1 (kat. ciężka) – Anglia[70]

## Problem z dopingiem
W ostatnich latach dużym problemem UFC stały się afery dopingowe u zakontraktowanych zawodników, które zaczęły narastać w związku z coraz większymi kontrolami komisji sportowych w USA. Na przełomie lat 1999–2001 badania antydopingowe miały charakter wyrywkowy i sondażowy, niewielu zawodników, u których wykryto zażywanie sterydów było karanych, dopiero po maju 2001 zaczęło się to zmieniać w związku z uregulowaniem przepisów w mieszanych sztukach walki w Stanach. W tym czasie najgłośniejszymi wpadkami były te związane z Joshem Barnettem (2002), Timem Sylvią (2003) i Seanem Sherkem (2007) – wszyscy zawodnicy zostali ówcześnie zawieszeni na kilka miesięcy oraz odebrano im pasy mistrzowskie.
W latach 2010–2015 zaostrzono jeszcze bardziej kontrole antydopingowe, co skutkowało coraz większą liczbą zawodników, u których wykrywano zakazane substancje w organizmie (głównie sterydy anaboliczne – boldenon, nandrolon, drostanolon oraz podwyższony testosteron) mimo wysokich kar finansowych, 9-miesięcznym zawieszeniem oraz zmianami werdyktów na no contest. Na przestrzeni ostatnich lat wielu czołowych zawodników UFC zażywało zabronione środki, m.in. Alistair Overeem, Jake Shields, Nick Diaz, Wanderlei Silva, Chael Sonnen czy Frank Mir.
By przeciwdziałać fali dopingu w MMA, w maju 2015 Komisja Sportowa stanu Nevada postanowiła zaostrzyć jeszcze bardziej kary za stosowanie dopingu. Zmianom uległy m.in. czasy zawieszenia oraz kary pieniężne, które teraz wynoszą średnio 3 lata za pierwszą wpadkę oraz 30–40% kary pieniężnej, 4 lata za drugą, 40–50% kary pieniężnej oraz dożywotnie zawieszenie i 100% kary pieniężnej za trzecią wpadkę.
Jednymi z pierwszych, którzy zostali ukarani po wprowadzeniu nowych przepisów, byli Nick Diaz oraz Anderson Silva, jednak ostatecznie skrócono im zawieszenia.
W październiku 2014 Polski zawodnik Piotr Hallmann po przegranej walce z Gleisonem Tibau został zawieszony na 9 miesięcy za stosowanie dopingu. Natomiast sam Tibau w grudniu 2015 oblał testy, po których wykryto w jego organizmie erytropoetynę (EPO). 18 lutego 2016 USADA nałożyła na Brazylijczyka karę (już w świetle nowych, zaostrzonych przepisów) w postaci dwuletniego zawieszenia oraz zmiany wyniku walki ze zwycięstwa na przegraną przez dyskwalifikację.

## Prawa telewizyjne w Polsce
Prawa telewizyjne do UFC w Polsce posiada telewizja Polsat, transmisje emitowane są na kanale Polsat Sport. Transmisje z gal UFC na żywo w internecie udostępniane są przez platformy streamingowe Polsat Box Go oraz UFC Fight Pass. Transmisje ze wszystkich gal UFC można też oglądać na stronie internetowej zakładów bukmacherskich Fortuna.